# Nicolas Rémy
Nicolas Rémy (también conocido como Nicolaus Remigius) (1530 - 1612) fue un magistrado francés que se hizo famoso como un cazador de brujas comparable a Jean Bodin y Pierre de Lancre. Después de estudiar Derecho en la Universidad de Toulouse, Rémy practicó en París desde 1563 hasta 1570. En 1570 su tío se retiró como teniente general de Vosges y Rémy fue nombrado para el puesto. En 1575 fue nombrado como secretario del duque Carlos III de Lorena.
Rémy escribió una serie de poemas y varios libros sobre historia, pero es conocido por su obra denominada Daemonolatreiae libri tres (Demonolatría), publicado en Lyon en 1595. El libro fue varias veces reimpreso, traducido al alemán y, finalmente, sustituyó al Malleus maleficarum como el más reconocido manual de los cazadores de brujas en algunas partes de Europa.
Según Rémy, el Diablo podía aparecer ante la gente como un gato negro, hombre o como una masa negra. Y los demonios también podían tener relaciones sexuales con las mujeres sea o no de forma consentida.
Entre 1591 y 1606, condenó a varios cientos de personas en la hoguera por el satanismo. Esto no puede ser corroborado porque no sobreviven registros de la época, pero Remy cita más de cien casos concretos en Demonolatría.
El comienzo de la carrera de Rémy como cazador de brujas fue tras un incidente ocurrido en 1582, en el que fue maldecido por una vieja mujer mendiga cuando Rémy se negó a darle dinero. Procesó con éxito a la mendiga por embrujar a su hijo y condenó a muerte a la mujer.
Encontrar brujas fue una empresa personal de Rémy. Era un hombre extremadamente educado para su época, y creía totalmente en lo que estaba haciendo. Vio a cada "bruja" como real, y consideró que se estaba haciendo justicia al quemarlas.
Rémy en 1592 se jubiló y se trasladó al campo para escapar de la plaga. Allí compiló las notas de sus diez años de campaña contra la brujería en su libro.

## Representación en la Ficción
En 1988 la serie de televisión Werewolf, Nicholas Rémy se muestra como un lobo que ha estado vivo desde los tiempos de la Inquisición. El personaje fue representado por Brian Thompson.